# Gibellulopsis nigrescens
Gibellulopsis nigrescens är en svampart som först beskrevs av Pethybr., och fick sitt nu gällande namn av Zare, W. Gams & Summerb. 2007. Gibellulopsis nigrescens ingår i släktet Gibellulopsis och familjen Plectosphaerellaceae.   Inga underarter finns listade i Catalogue of Life.